# CRUSH!3 -90's V-Rock best hit cover LOVE songs-
『CRUSH!3 -90's V-Rock best hit cover LOVE songs-』（クラッシュ・スリー ナインティーズ・ヴイロック・ベスト・ヒット・カヴァー・ラヴ・ソングズ）は、ネオ・ヴィジュアル系アーティストが、1990年代のヴィジュアル系アーティストの楽曲をカバーしたコンピレーション・アルバム第3弾。発売元はユニバーサルミュージック。

## 解説
第3弾となる今作ではラヴソングをコンセプトにカヴァーされている。
原作の総出荷枚数は800万枚を超えるとなっている。（うちミリオンヒットは3作）
前作では1曲だったカップリング曲のカヴァーが今作では2曲になった（「Illusion City」、「Eternal Flame」）。
「彼女の"Modern…"」のカヴァーでは今回限定のスペシャルユニット"CRASH 49～V-Rock SUPER SESSION BAND～"が組まれている。
hide with Spread Beaver、SOPHIA、LUNA SEA、DIR EN GREY、GLAYの5組は第1弾から3作連続でカヴァーされている。

## 収録曲
1. 彼女の“Modern…”/CRASH49 (Vo.みつ from ν [NEU]/Gt.YOSHIHIRO from ギルド/Gt.Aki from OZ/Ba.華凛 from NoGoD/Dr.HIROKI from D)
  - オリジナルアーティスト：GLAY [1994/11/16]
2. KISS ME/宇宙戦隊NOIZ
  - オリジナルアーティスト：氷室京介 [1992/12/07]
3. ROSIER/Defspiral
  - オリジナルアーティスト：LUNA SEA [1994/07/21]
4. WHITE BREATH/DIV
  - オリジナルアーティスト：T.M.Revolution [1997/10/22]
5. ESCAPE/AYABIE
  - オリジナルアーティスト：MOON CHILD [1997/05/28]
6. Rusty Nail/犬神サーカス団
  - オリジナルアーティスト：X JAPAN [1994/07/10]
7. Illusion City/ALSDEAD
  - オリジナルアーティスト：SEX MACHINEGUNS [1999/04/21]
8. Insomnia/凛
  - オリジナルアーティスト：ROUAGE [1996/08/26]
9. 揺れながら…/Kaya
  - オリジナルアーティスト：Laputa [1998/02/04]
10. VENUS/SARSHI (from HERO)
  - オリジナルアーティスト：千聖 [1997/08/27]
11. ズルい女/カメレオ
  - オリジナルアーティスト：シャ乱Q [1995/05/03]
12. Cage/MEJIBRAY
  - オリジナルアーティスト：Dir en grey [1999/05/26]
13. Eternal Flame/マコト
  - オリジナルアーティスト：SOPHIA [1997/07/09]
14. HURRY GO ROUND/スカーレット
  - オリジナルアーティスト：hide with Spread Beaver [1998/10/21]

## 関連作品
- CRUSH! -90's V-Rock best hit cover songs-
- CRUSH!2 -90's V-Rock best hit cover songs-